# Abd as-Salam Dschallud

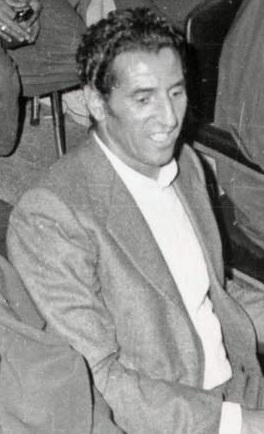
Abdessalam Dschallud im Hauptquartier der Islamisch-Republikanischen Partei im Iran (1979)

Abd as-Salam Dschallud (arabisch عبد السلام جلود, DMG ʿAbd as-Salām Ǧallūd, auch Abdessalam Jalloud oder Abdul Salam Jalloud; * 15. Dezember 1944 in Mizda, Fessan, südlich von Tripolis, Libyen) war Premierminister von Libyen.

## Leben
Major Dschallud erhielt seine militärische Ausbildung bei den Panzertruppen in Misrata, an der Militärakademie in Bengasi sowie kurzzeitig auch in den USA und Großbritannien. Als einer der engsten Verbündeten von Oberst Muammar al-Gaddafis bei dessen Putsch vom 1. September 1969, wurde Dschallud 1970 zunächst Vizepremier und Industrieminister, dann Innenminister. Anschließend war er von 1970 bis 1972 Finanzminister und vom 16. Juli 1972 bis zum 1. März 1977 Premierminister von Libyen. 1992 leitete er eine aus 150 Personen bestehende Delegation nach Peking.
Bis 1993 galt er als die „Nummer Zwei“ („stellvertretender Revolutionsführer“) der libyschen Führung und wurde als sowjetfreundlicher als der Revolutionsführer eingeschätzt.
Er wurde später von der Regierung unter Hausarrest gestellt. Im Zuge des Krieges 2011 kam er frei, floh über az-Zintan nach Italien und kündigte die Gründung einer „nationalen und liberalen Partei“ an.